# Neslívy (tvrz)
Neslívy jsou zaniklý středověký sídelní komplex skládající se z tvrziště, dvou zaniklých vsí, vodních děl a zaniklých cest. Nachází se na hranici katastrálních území Šťáhlavy a Milínov, tedy na rozhraní okresů Plzeň-město a Plzeň-jih. Zanikl v 15. století.

## Historie
První písemná zmínka o vesnici je z roku 1361, kdy se uvádí tvrz a ves Nestev. K roku 1375 je zmíněn Jiří z Neslív, svědek při prodeji lánu v nedalekém Kamýce. V roce 1379 část Hořejších a Dolejších Neslív patřila k panství Heřmana z Litic, sezením na Lopatě, část Horních Neslív patřila jistému Valterovi. V roce 1392 bylo provoláno věno zemřelé Běty, vdovy po Valterovi z Nezbavětic, tvořené pěti dvory v Nestějově. Později byly obě vsi připojeny k panství hradu Lopata. Roku 1432 byl hrad Lopata během čtyř měsíců dobyt husitským vojskem vedeným hejtmanem Přibíkem z Klenové. V té době pravděpodobně zanikly i vsi. V odúmrti po Habartovi z Hrádku z roku 1457 byl zmiňován hrad Lopata a obě vsi jako pusté.
V letech 1420–1541 se objevuje predikát z Nestajova na Čáslavsku, Kutnohorsku a Mladoboleslavsku, kam se rod nejspíše přestěhoval. Později byly obě pusté vsi připojeny k štáhlavskému panství, naposledy byly uváděny v roce 1623 jako pusté v rámci pobělohorských konfiskací. V roce 1880 zde byl amatérským archeologem Františkem Xaverem Francem proveden první archeologický výzkum tvrze a zaniklé vesnice v Česku.[zdroj⁠?!]

## Stavební podoba
Na nízké terase nad potokem je okrouhlé tvrziště s příkopem o průměru asi 32 metrů. Středový pahorek protíná Francova sonda. Nebyly nalezeny žádné stopy zdiva. Jižně od tvrze se rozkládala ves Dolní Neslívy, asi 900 metrů severněji se nalézaly Horní Neslívy. Tvrz i vsi zanikly požárem. Součástí komplexu je mohutná hráz rybníka a obtočná stoka. Po zániku bylo území zaniklé vsi rozděleno mezi sousední vesnice. Katastrální hranice vede podél potoka.